# Monsieur Aznavour
Monsieur Aznavour  is een Franse biografische film uit 2024, geschreven en geregisseerd door Mehdi Idir en Grand Corps Malade. De hoofdrollen worden vertolkt door Tahar Rahim, Soufiane Guerrab en Bastien Bouillon.

## Verhaal
Charles Aznavour werd in 1924 in Parijs geboren als zoon van vluchtelingen voor de Armeense genocide. Hij groeide op in armoede en werd gepest om zijn korte lengte. In het begin leek het niet te lukken met een muzikale carrière voor de jonge Aznavour maar in de jaren 1950 kwam er toch schot in de zaak, onder meer dankzij Édith Piaf.

## Rolverdeling
| Acteur             | Personage         |
| ------------------ | ----------------- |
| Tahar Rahim        | Charles Aznavour  |
| Soufiane Guerrab   |                   |
| Bastien Bouillon   | Pierre Roche      |
| Camille Moutawakil | Aïda Aznavour     |
| Marie-Julie Baup   | Édith Piaf        |
| Lionel Cecilio     | Gilbert Bécaud    |
| Victor Meutelet    | Johnny Hallyday   |
| Hovnatan Avédikian | Misha Aznavourian |

## Productie
Begin oktober 2020 maakte Mischa Aznavour, zoon van de zanger, bekend dat hij samen met zijn broer Nicolas Aznavour al een tijdje toezicht hield op een biografisch filmproject over hun vader, met Grand Corps Malade en Mehdi Idir als scenarioschrijvers en regisseurs, die gekozen werden door Charles Aznavour vóór zijn dood.
In februari 2023 werd bekendgemaakt dat Tahir Rahim de rol zou spelen van de zanger. De film wordt geproduceerd door Kallouche Cinema van Jean-Rachid Kallouche, de schoonzoon van Aznavour, en Mandarin & Compagnie.

### Filmopnames
De filmopnames gingen van start op 30 mei 2023. Er werd gefilmd in onder meer Normandië, Parijs, Rouen en Bulgarije. In november 2023 werden de opnames beëindigd.

## Release
Monsieur Aznavour ging op 30 augustus 2024 in première in Toulouse. De film kreeg op 12 oktober zijn Belgische première op het Film Fest Gent 2024 en was vanaf 23 oktober 2024 te zien in de Franse bioscopen.